# Unione italiana cooperative
L'Unione italiana cooperative, conosciuta con la sigla UN.I.COOP., è una delle associazioni di cooperative italiane.
Nata nel 1999, è stata riconosciuta come associazione nazionale di promozione, assistenza, tutela e revisione del movimento cooperativo, con D.M. del 775/2004 ai sensi dell'art. 3 del d.lgs. 2/8/2002, n. 220.
Si articola in unioni regionali, unioni provinciali e dipartimenti di settore nazionali e regionali.
La sede nazionale si trova a Roma.